# Emmanuel Macron
Emmanuel Jean-Michel Frédéric Macron (* 21. prosince 1977 Amiens) je francouzský prezident, politik a bývalý investiční bankéř. Od srpna 2014 zastával funkci ministra hospodářství ve vládě Manuela Vallse, na kterou po dvou letech, v srpnu 2016, rezignoval, aby se mohl věnovat své kampani pro volbu francouzského prezidenta v roce 2017. V druhém kole této volby dne 7. května 2017 zvítězil proti kandidátce pravicové strany Front national, Marine Le Pen, se ziskem 66,06 % hlasů. Úřadu prezidenta Francie se ujal v průběhu setkání s dosavadním prezidentem Françoisem Hollandem v Elysejském paláci dne 14. května 2017. Svůj mandát později obhájil ve volbách 2022. Jako francouzský prezident je zároveň spoluknížetem Andorry.

## Původ, studium a povolání
Emmanuel Macron se narodil do levicově zaměřené rodiny. Jeho otec Jean-Michel Macron (* 1950) je lékař a vysokoškolský profesor neurologie. Matka Françoise rozená Noguès pracuje jako posudková lékařka pro úřadovnu sociálního pojištění. Macronovi rodiče se v roce 2010 rozvedli, otec je podruhé ženatý.
Macron prvotně studoval od šestého ročníku (nižší střední školy – college) až do prvního ročníku (střední školy) na soukromém katolickém lyceu La Providence v Amiens, kterou založila jezuitská kongregace. Macron obdržel vyznamenání mention régionale za účast v soutěži z francouzštiny, když byl v prvním ročníku vyšší střední školy v roce 1994. Avšak svá studia na lyceu nedokončil, protože se musel přesunout na Lyceum Jindřicha IV. do Paříže. Důvod přesunu byla obava jeho rodičů z mediálního zveřejnění Macronova milostného vztahu s jeho tehdejší učitelkou dramatické výchovy Brigitte Trogneuxovou.
Macron složil zkoušku baccalauréat s výsledkem très bien (česky s vyznamenáním) v roce 1995. Následně dvakrát neuspěl v písemném přijímacím řízení na École normale supérieure. Následně nastoupil na obor Mezinárodní vztahy na Institut d'études politiques de Paris v roce 1998. Poté přešel na obor Veřejná služba a održel bakalářský titul v roce 2001. Současně s tímto obor studoval obor Filozifie na Univerzitě Paříž X, kde získal magisterský titul v roce 2000. V roce 2001 získal titul DEA za práci, která se týkala srovnání teorie politiky u Niccola Machiavelliho a Georga Wilhelma Friedricha Hegela.
Macron pracoval jako asistent redakce u knihy La Mémoire, jejímž autorem byl francouzský filozof Paul Ricoeur, v letech 1999 až 2001. Také se stal členem redakční rady časopisu Espirit. Někteří životopisci poukazují na vliv Ricoeurovy filozofie na Macronovo politické smýšlení.
I přes to, že se Macron narodil v prosinci 1977 jako poslední ročník, který musel absolvovat povinnou vojenskou službu, nenastoupil k ní kvůli studiu na vysoké škole. V roce 1996 byla branná povinnost pozastavena všem francouzským občanům narozeným po 31. prosinci 1978. Poslední vojáci opustili kasárny v listopadu 2001.
Některé části jeho životopisu zveřejněné v médiích jsou nejisté a rozporuplné. Zdá se například, že Emmanuel Macron po nějakou dobu udržoval nejasnosti ohledně údajného absolvování École normale supérieure. Macron tvrdil také, že pod vedením Étienna Balibara napsal disertační práci o obecném zájmu ve vztahu k Hegelově filozofii práva, ale Balibar tvrdí, že si na tuto epizodu nepamatuje ani po ní nemá žádnou stopu.
V letech 2004 až 2008 pracoval jako inspektor (vládní ředitel) na francouzském ministerstvu financí. Tehdy se také stal členem Socialistické strany. Později se ale této politické příslušnosti vzdal a začal pracovat jako investiční bankéř v soukromém bankovním domě Banque Rothschild & Cie. V závěru svého působení pro tuto banku sjednal v roce 2012 významnou dohodu mezi švýcarskou společností Nestlé a americkým farmaceutickým koncernem Pfizer, za což byl odměněn částkou několika milionů eur. Jednalo se o prodej všech provozoven a patentů firmy Pfizer na výrobu dětské výživy v USA koncernu Nestlé, který za tuto transakci zaplatil 11,9 miliardy dolarů.

## Rodina a přátelé
Macronovou manželkou je od roku 2007 o 24 let starší Brigitte Macronová, rozená Trogneux (Brigitte Marie-Claude Trogneux, * 1953), pocházející ze zámožné rodiny výrobců čokolády v severofrancouzském městě Amiens. V letech 1974 až 2006 byla poprvé vdaná, a to za bankéře André-Louise Auzièra. Byla Macronovou učitelkou francouzštiny a latiny na jezuitském gymnáziu La Providence v Amiensu. Seznámili se v roce 1993, když bylo Macronovi 15 let a studoval ve druhém ročníku gymnázia. Brigitte Auzièr byla také vedoucí školního divadla, ve kterém Macron hrál. Její dcera Laurence Auzièr byla Macronovou spolužačkou. Poté, co vznikly v Amiensu pověsti o vztahu učitelky a nezletilého studenta a rozruch v obou rodinách, odešel Macron na přání svých rodičů do Paříže, kde se zapsal na poslední rok gymnaziálního studia na Lyceu Jindřicha IV. a následně složil s výborným prospěchem maturitní zkoušky (baccalauréat). Pár však zůstal zprvu tajně, později otevřeně spolu. Od určitého data vyučovala Brigitte Auzièrová na jiném jezuitském gymnáziu, a sice na Lycée Saint-Louis-de-Gonzague v Paříži (lyceum je známo jako Franklin), a starala se o finanční zabezpečení své a Emmanuela Macrona.

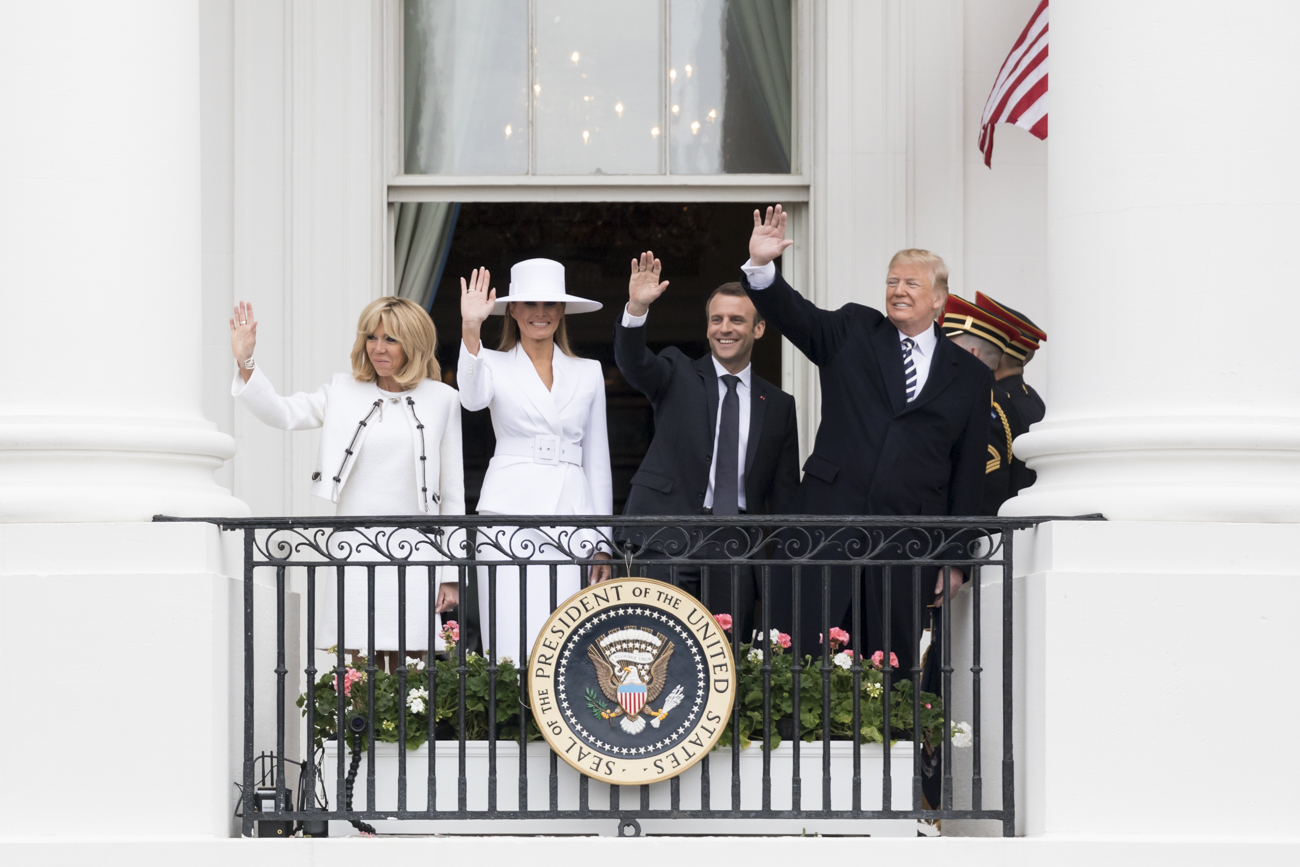
Prezidentova manželka Brigitte Macronová s Macronem a Donaldem Trumpem ve Washingtonu

Brigitte Macronová má tři děti ze svého předchozího manželství a sedm vnoučat. Její děti jsou Sébastien (* 1975), Laurence (* 1977) a (dcera) Tiphaine (* 1984). Emmanuel Macron považuje rodinu své ženy za svoji rodinu. Když se André-Louis Auzière dozvěděl „krutou pravdu“ o vztahu své manželky k jejímu studentovi, okamžitě opustil společnou domácnost. Brigitte se s Auzièrem rozvedla teprve v roce 2006.
Při svatbě Emmanuela a Brigitte Macronových dne 20. října 2007 v přímořském letovisku Le Touquet-Paris-Plage byli přítomni Michel Rocard, bývalý francouzský socialistický premiér, a jeho manželka. Jedním ze svědků byl velkopodnikatel (majitel nákupních středisek) Henry Hermand (1924–2016), Rocardův přívrženec, který byl již od roku 2002 Macronovým rádcem. Hermand také Macronovi půjčil 550 000 eur na koupi bytu v Paříži, a to v době, kdy Macron pracoval na ministerstvu financí.
Mezi přátele budoucího prezidentského páru patří Delphine Arnault (* 1975), ředitelka společnosti Louis Vuitton, a její partner, miliardář Xavier Niel, majitel nebo spolumajitel několika společností (mj. 55 % akcií Monaco Telecom a zhruba 33 % akcií deníku Le Monde). Delphine Arnault je dcera Bernarda Arnaulta, nejbohatšího občana Francie.

## Politické působení

### Politické funkce a kandidatura na prezidenta Francie
Od srpna 2014 zastával funkci francouzského ministra hospodářství. Na tuto funkci po dvou letech, v srpnu 2016, rezignoval, aby se mohl věnovat své kampani pro volbu francouzského prezidenta v roce 2017. V lednu 2017, před startem ostré části kampaně, byl označován za „černého koně“ voleb a v průzkumech si držel třetí místo za krajně pravicovou političkou Marine Le Penovou a konzervativním Françoisem Fillonem.
V prvním kole prezidentských voleb, které se konalo 23. dubna 2017, však získal 24,01 % hlasů, nejvíce ze všech kandidátů, a postoupil do druhého kola.

### Názory a záměry
Macron vstoupil do kampaně k prezidentským volbám 2017 jako kandidát nezávislý na jakékoliv politické straně, vede však nové politické hnutí En Marche!, které se řídí heslem En marche, la France! („Francie, na pochod!“). Jeho politické postoje jsou středové a sociálně-liberální. Po Macronově vítězství v prezidentských volbách bylo již 9. května 2017 oznámeno, že jeho hnutí dostalo pozměněný název La République en marche.
Macron zprvu podpořil politiku „otevřených dveří“ pro imigranty a uprchlíky, kterou v Německu prováděla hlavně ve druhé polovině roku 2015 a ještě v roce 2016 kancléřka Angela Merkelová. Podle Macrona by Francie mohla přijmout více migrantů než doposud a měla by aktivně podporovat jejich příchod do Evropy, protože imigrace má podle něj pozitivní dopad na ekonomiku.
V únoru 2017 označil Macron francouzskou koloniální minulost v Alžírsku za „zločin proti lidskosti“. Francie by se podle něho měla omluvit za „barbarské chování“ během alžírské války za nezávislost v letech 1954–1962. Tento postoj přinesl Macronovi ztrátu přízně mnoha voličů, zvláště na jihu Francie.
Macron prohlásil, že pokud zvítězí v prezidentských volbách, tak se zasadí o to, aby EU přijala v souladu s mechanismem v čl. 7 Maastrichtské smlouvy (SEU) sankce vůči Polsku za porušování základních hodnot demokratického právního státu, které se státy EU zavázaly podpisem této smlouvy dodržovat.
Po svém zvolení Macron vyzval Evropskou komisi k omezení přílivu vysílaných pracovníků z chudších členských států EU ve střední a východní Evropě, kteří pracují při dočasných pobytech ve Francii za nižší než francouzskou zákonnou minimální mzdu.
Macron prosazuje společný rozpočet EU a společný parlament eurozóny. Šéf německé FDP Christian Lindner označil Macronovy vize Evropy za „systém ve stylu Sovětského svazu“.

### Macronova vláda
Ještě před svou první státní návštěvou v Německu u kancléřky Angely Merkelové jmenoval prezident Macron dne 15. května 2017 Édouarda Philippa, 46 let starého poslance Národního shromáždění za Republikány a starostu města Le Havre, novým premiérem. Philippe ovládá perfektně němčinu, protože žil několik let se svými rodiči v Bonnu a vystudoval tam Francouzské gymnázium (Lycée Français).
O dva dny později, tedy 17. května 2017, sestavil Macron celou 19člennou novou francouzskou vládu, a to z politiků nejrůznějších stran a hnutí kromě Národní fronty. Ministrem zahraničí a pro Evropu se stal socialista Jean-Yves Le Drian, dosavadní ministr obrany. Tento rezort od něj převzala evropská poslankyně liberálního zaměření Sylvie Goulard. Ministrem hospodářství byl jmenován republikánský politik Bruno Le Mair. Ministrem vnitra byl jmenován socialistický starosta Lyonu Gérard Collomb, který však v roce 2018 na svou funkci rezignoval. Jako ministr spravedlnosti úřaduje François Bayrou, předseda Demokratického hnutí, který si stěžoval na to, že do parlamentních voleb v červnu 2017 mělo jít v rámci Macronovy koalice pouze 37 jeho kandidátů. Macronova vláda od roku 2017 doznala v souvislosti s jeho klesající popularitou již několik změn, také kvůli jeho neshodám s ministrem pro životní prostředí Nicolasem Hulotem a ministrem vnitra Collombem. Novým ministrem životního prostředí se pak stal François de Rugy a ministrem vnitra Christophe Castaner.

### Hnutí žlutých vest
Od roku 2018 se Macron potýká s požadavky Hnutí žlutých vest. V reakci na masové protesty učinili prezident a vláda následující ústupky:
- zvýšení daně z pohonných hmot bylo odloženo o půl roku
- nedošlo ke zvýšení cenových tarifů u elektřiny a plynu
- nedošlo ke zpřísnění technických kontrol vozidel
- bylo přislíbeno zvýšení minimální mzdy o sto eur měsíčně
- důchodci, kteří dostávají méně než 2 000 eur měsíčně, byli vyjmuti ze zvýšení sociálních odvodů
- odměny za přesčasy ani prémie na konci roku by neměly být zdaněny.[42][43]

### Nízká obliba u obyvatelstva
Nespokojenost části obyvatelstva Francie se situací v zemi se obráží i v pozici prezidenta. Již v roce 2018 jej opustili někteří z jeho důležitých ministrů a spolupracovníků. Jak napsal list Le Parisien s odvoláním na zdroje blízké prezidentovi, je Macron „fyzicky vyčerpaný a osamocený, neboť přišel o své dlouholeté poradce“.
Po třech letech Macronova působení v roli prezidenta byla jeho obliba u velké části obyvatelstva země velmi nízká. Tato situace měla mnoho důvodů, mj. Macronovu snahu zvýšit věkovou hranici pro odchod do důchodu. V roce 2020 mu také byla vyčítána velká omezení svobody pohybu, která byla zavedena kvůli pandemii nemoci covid-19. Jak sdělily německé noviny Frankfurter Allgemeine Zeitung, sám prezident v televizním rozhovoru ke státnímu svátku 14. července 2020 vyslovil slovo „nenávist“, když mluvil o postoji mnoha obyvatel Francie ke své osobě. Zvláště francouzská levice byla vůči Macronovi nesmiřitelná. Radikálně socialistický politik Jean-Luc Mélenchon nazval Macrona „banditou“. Mélenchonovo hnutí „Nezkrotná Francie“ mu pohrozilo výrokem: „Ludvík XVI. byl zkrácen o hlavu. My bychom s tím zase mohli začít.“ Bývalá ministryně Martine Aubry, která zavedla ve Francii 35hodinový pracovní týden (rovněž Macronem kritizovaný), uvedla, že „Macron nemiluje lidi, on miluje peníze.“

### Volby 2022
Dne 3. března Macron oznámil druhou kandidaturu na francouzského prezidenta. Navzdory dřívější neoblibě byl v prezidentských volbách opět favoritem na vítězství. Podle březnového průzkumu agentury IFOP na něj mělo kladný názor 51 % Francouzů.  V dubnu 2022 byl Macron opět zvolen prezidentem, když v souboji s Marine Le Penovou získal 58,55 % hlasů, zatímco jeho protikandidátka 41,45 % hlasů.

### Volby 2024
Ve francouzských volbách do Evropského parlamentu v roce 2024 koalice vedená prezidentovým hnutím Obnova získala 14,6 % hlasů. Byla tak výrazně poražena krajně pravicovým Národním sdružením (RN), které obdrželo 31,5 % hlasů. V reakci na to prezident Macron rozpustil Národní shromáždění a vypsal nové volby na přelom června a července 2024. Vzestup krajní pravice označil za nebezpečí pro Francii.

## Zahraniční politika

### Ruská federace

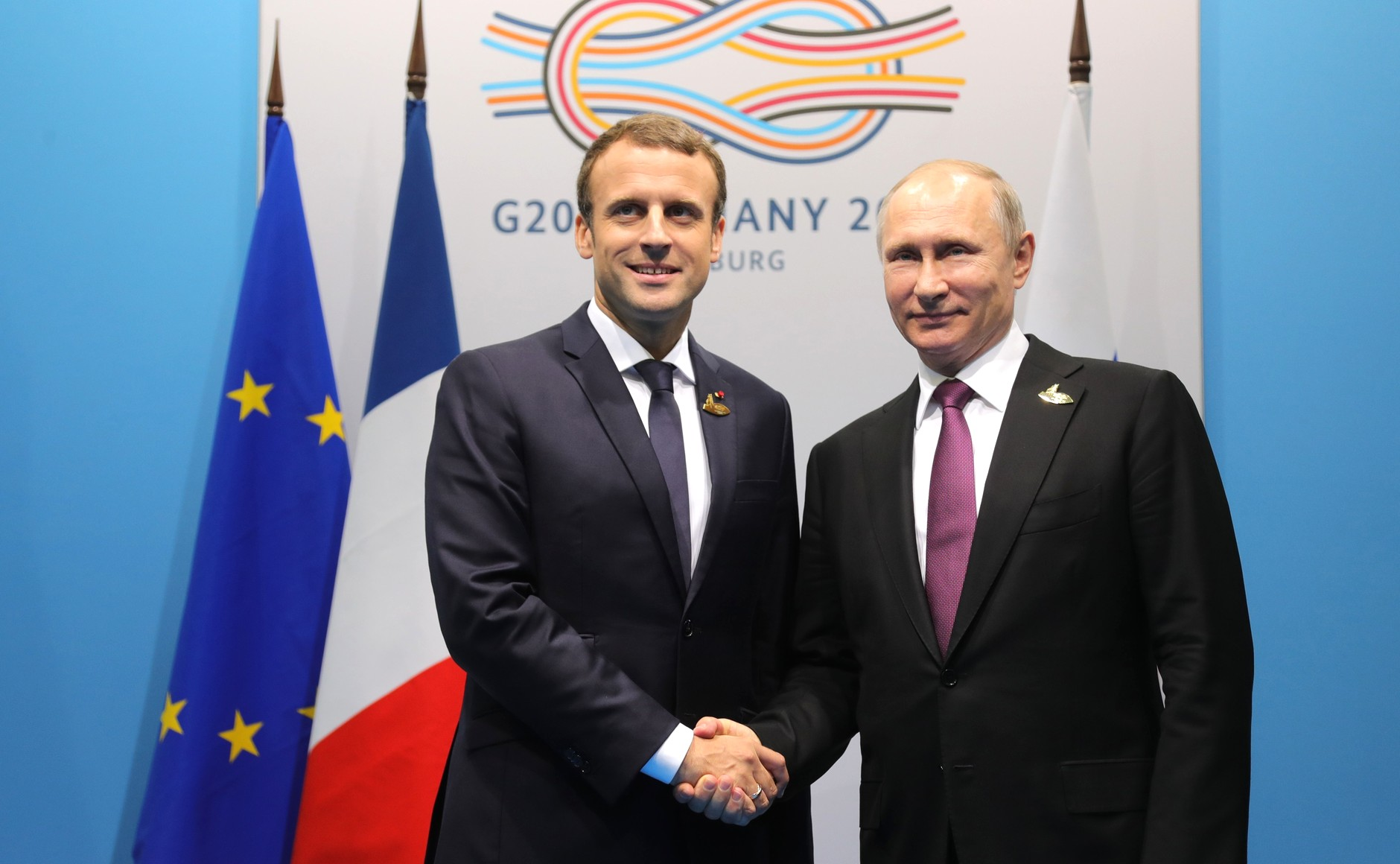
Macron a ruský prezident Vladimir Putin na summitu G20 v Hamburku

Dne 29. května 2017 se Macron setkal s ruským prezidentem Putinem. Při setkání kritizoval porušování lidských práv v Rusku i údajné vměšování ruských médií do francouzských prezidentských voleb.
Opakovaně se s Putinem setkal před zahájením ruské invaze na Ukrajinu v únoru 2022.

### Ukrajina
V červnu 2022 během své cesty do Kyjeva podpořil společně s Olafem Scholzem, Mariem Draghim a Klausem Iohannisem pro Ukrajinu okamžitý status kandidátské země pro vstup do Evropské unie. Uvedl, že po Ukrajině nikdy nebude požadovat ústupky v jejím konfliktu s Ruskem.

### Státy Visegrádské skupiny

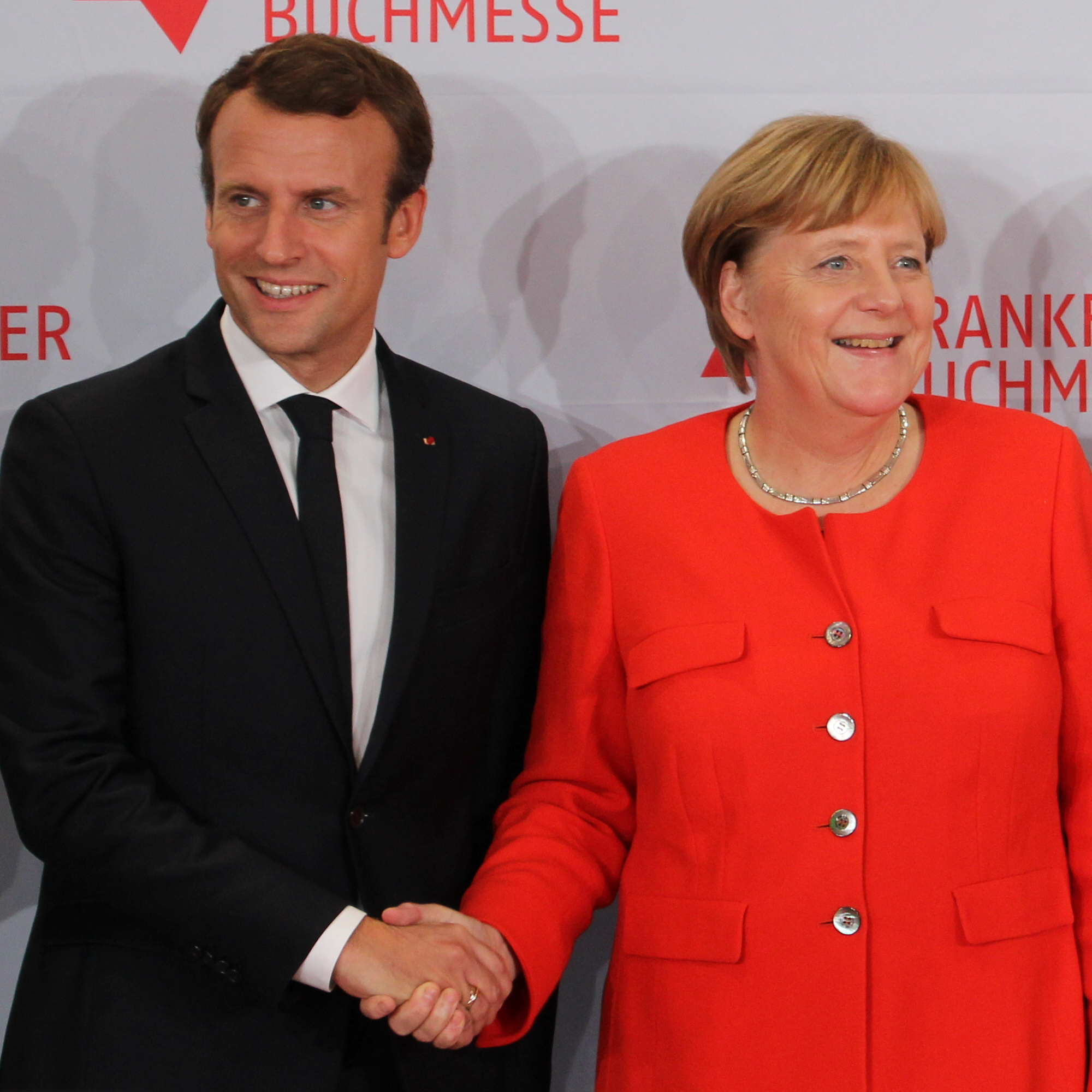
Macron a německá kancléřka Angela Merkelová ve Frankfurtu v Německu

Macron a německá kancléřka Angela Merkelová prosazují povinné kvóty na přerozdělování uprchlíků. V červnu 2017 prohlásil, že EU slouží zemím V4 „jen k rozdělování peněz – aniž by respektovali její hodnoty.“

### Česká republika
Dne 26. října 2018 oficiálně navštívil Českou republiku. Na Pražském hradě se setkal s prezidentem republiky Milošem Zemanem a premiérem Andrejem Babišem. Poté na pozvání prezidenta republiky Petra Pavla zavítal do Česka znovu 5. března 2024. Setkal se s Petrem Pavlem, s nímž i uctil památku obětí střelby na Filozofické fakultě, a s premiérem Petrem Fialou.

### Itálie
Macronova vláda odmítla požadavek Itálie převzít část žadatelů o azyl, kteří připlouvají k italským břehům, protože podle Macrona jsou Afričané připlouvající k italskému pobřeží z Libye z velké části „ekonomičtí migranti“. V červenci 2017 během summitu G20 v Hamburku dal Macron najevo svůj názor, že vysoká porodnost žen v Africe je „destabilizující“ a uvedl, že „i když by byly do zemí, v nichž mají ženy běžně sedm až osm dětí, investovány miliardy eur, ničemu by to nepomohlo.“ Za svá slova čelil Macron obviněním z rasismu a kritice na sociálních sítích.
Následně obvinil z cynismu a nezodpovědnosti novou italskou vládu Giuseppe Conteho, poté co Itálie v červnu 2018 odmítla otevřít svoje přístavy lodi Aquarius, patřící francouzsko-německé neziskové organizaci SOS Méditerranée, s více než šesti stovkami migrantů na palubě. Migranty z Afriky na lodi Aquarius nakonec přijalo Španělsko, ale Macrona za jeho slova kritizoval italský premiér Conte.

### Čína

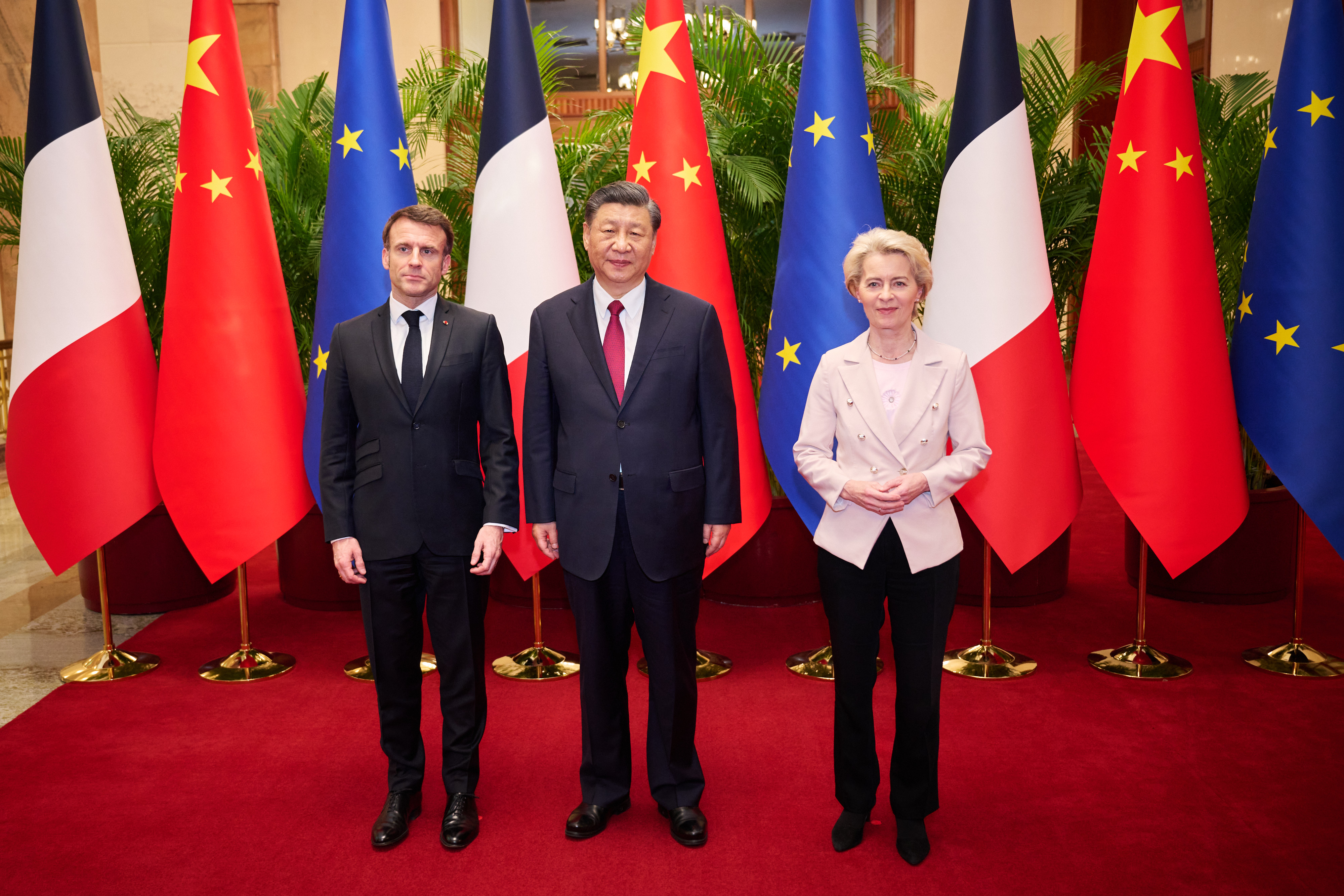
Macron, předsedkyně Evropské komise Ursula von der Leyenová a čínský prezident Si Ťin-pching v Pekingu v dubnu 2023

V lednu 2018 navštívil Čínu a při té příležitosti byly mezi Francií a Čínou uzavřeny významné obchodní dohody. Odmítl kritizovat porušování lidských práv v Číně, protože podle Macrona „je to naprosto neúčinné, věřím v diplomacii vzájemného respektu, musíme pracovat dlouhodobě”.

### Saúdská Arábie

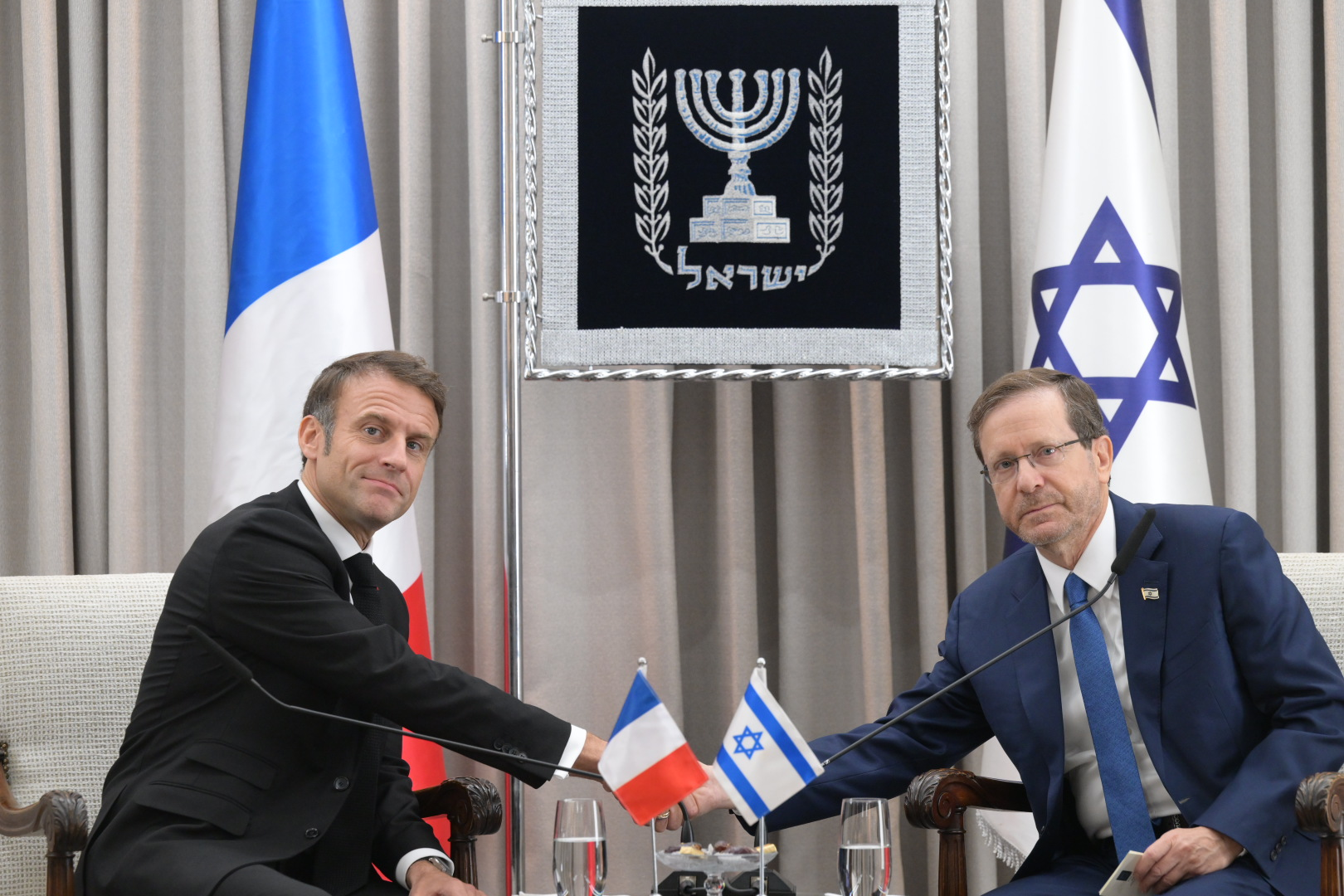
Macron a izraelský prezident Jicchak Herzog v Jeruzalémě 24. října 2023

Na tiskové konferenci v dubnu 2018 se saúdskoarabským korunním princem Mohamedem bin Salmánem, který de facto řídí politiku tohoto státu, podpořil Macron vojenskou intervenci v Jemenu pod vedením Saúdské Arábie a hájil prodej francouzských zbraní do této země a do Spojených arabských emirátů. Přitom válka v Jemenu si vyžádala již více než 10 000 obětí na životech a přinutila více než tři miliony osob opustit domovy.

### Blízký Východ
Francie má dlouhodobé vazby na Libanon a vyslala již 5. srpna tři vojenská přepravní letadla se záchranáři a materiálem do Bejrútu, zasaženého ničivým výbuchem v přístavu dne 4. srpna. Kromě toho přicestoval do Libanonu ve čtvrtek 6. srpna prezident Emmanuel Macron, aby se osobně seznámil s rozsahem škod a dojednal další mezinárodní pomoc, případně ji koordinoval.

## Vyznamenání
- velkodůstojník Řádu Jižního kříže – Brazílie, 9. prosince 2012[67]
- čestný komandér Řádu britského impéria – Spojené království, 5. června 2014[68]
- velkokříž Řádu čestné legie – Francie, 14. května 2017
- velkokříž Národního řádu za zásluhy – Francie, 14. května 2017
- velkostuha Řádu republiky – Tunisko, 31. ledna 2018
- velkokříž Národního řádu lva – Senegal, 2. února 2018
- rytíř Řádu slona – Dánsko, 28. srpna 2018[69]
- velkokříž s řetězem Řádu bílé růže – Finsko, 29. srpna 2018[70]
- velkokříž Řádu Spasitele – Řecko, 7. září 2017[71]
- velkokříž Řádu Leopolda – Belgie, 19. listopadu 2018
- velkokříž Národního řádu Pobřeží slonoviny – Pobřeží slonoviny, 23. prosince 2019[72]
- řádový řetěz Řádu Jižního kříže – Brazílie, 9. prosince 2024 – udělil prezident Luiz Inácio Lula da Silva[73]